# ストロボスコープ

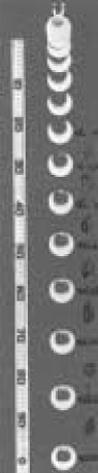
ストロボスコープを光源として撮影した落下物

ストロボスコープ（英: Stroboscope）は、一瞬だけ点灯する光源を一定間隔で繰り返し発光させる装置、およびそれを利用して、高速回転していたり複雑な動きをしているものをわかりやすく可視化するシステムである。光源にはエレクトロニックフラッシュや、近年では高輝度発光ダイオードなども用いられている。対象物の移動や変化がコマ送りのように見えるため、物体の移動や変化を可視化したり、長時間露光撮影によってあたかも多重露出のような写真が撮影できる。また、回転などの周期運動をする対象物に用いると、ストロボ効果によって見掛け上の運動速度を変化させて観察できる。

## 記録方法
動かないものはストロボスコープの光を複数回浴びるため露出過多となって白く飛びがちであり、特に背景がそうなると肝心の対象物がはっきり写らないため、背景を充分に黒く、または遠くするなどの対策が必要である。フラッシュメーター（複数回の発光にも対応できる露出計）を使えば、被写体上の複数点で露光量を調べることができるため、撮影前に適正露出を確認できる。

## 用途
産業用途では、エンジンやモーターなど高速で回転するものの回転数の計測や、移動するものの速度の計測などがある。理科教育でも広く使われており、実習や演習、教材の観察、教科書や参考資料等に掲載される写真等にも多い。
日用品ではレコードプレーヤーの回転速度の校正用のパターンにこれを利用したものがある。ターンテーブルのサイドにパターンが付けられており、家庭用交流電源（日本では60Hzか50Hz）を半波整流して点滅するランプ等で照らし、そのパターンがストロボ効果によって静止して見えるとき、そのターンテーブルは規定の速度で回転している、というものである。

## 歴史
先祖として、光源の発光ではなく、スリットのあいた回転体を回転させ（構造上、任意の速度で良い。その速度に合わせたアニメーションになる）、そのスリットを介して対象物を観察する、といったメカニズムがある。円筒を利用したゾートロープや、円盤を利用したフェナキストスコープ、鏡など光学的部品を利用した一種の幻燈のような効果を得るプラキシノスコープなどがある。
スチル写真の撮影用のエレクトロニクスフラッシュをストロボとも呼ぶが、これは元々はストロボスコープに由来する（注のように、以前は写真撮影用は、使い捨てのものが一般的だった。多数並べることで使い捨て式のフラッシュランプ等でもストロボ撮影は不可能ではないが、あまり一般的ではない）。